# Günter Ermisch
Günter Ermisch (* 14. April 1933 in Witzenhausen) ist ein deutscher Jurist, ehemaliger Ministerialbeamter und Staatssekretär im Bundesministerium der Verteidigung (1984 bis 1987) und im sächsischen Ministerium für Bundes- und Europaangelegenheiten (1991 bis 1996).

## Biografie
Ermisch studierte nach dem Abitur 1954 Rechtswissenschaften an der Universität Würzburg mit Zweitem Staatsexamen und Promotion zum Dr. iur. über Die Ausübung eines öffentlichen Amtes im Rahmen der Haftung der Bundespost bei Kraftfahrzeugunfällen. In Würzburg wurde er Mitglied der Studentenverbindung ATV Alsatia im ATB.
Er trat 1963 in den Staatsdienst ein und bekleidete verschiedene Posten im Bundesministerium des Innern, zeitweilig im Bundesamt für Zivilschutz. Von 1978 bis 1981 war er Vizepräsident des Bundeskriminalamts und von 1984 bis 1987 als politischer Beamter beamteter Staatssekretär im Bundesverteidigungsministerium. 1990 kam er als Bevollmächtigter des Bundes zum Aufbau des Landes Sachsen in das neue Bundesland. Von 1991 bis zum Wechsel in den Ruhestand 1996 amtierte er dort als Staatssekretär für Bundes- und Europaangelegenheiten. Er betrieb unter anderem die Gründung der Stiftung für das sorbische Volk. Auf europäischer Ebene gehörte er dem Ausschuss der Regionen an.

## Ehrungen
- Großes Bundesverdienstkreuz (1996)